# Paarse trompetbekerplant
De paarse trompetbekerplant (Sarracenia purpurea) is een vleesetende bekerplant uit de familie Sarraceniaceae. De vangbeker is gevuld met een mix van water en enzymen, waarin de insectenprooien verdrinken en verteerd worden.
Om te voorkomen dat de prooien van de plant vluchten, hebben de vallen naar beneden gerichte haartjes die prooien dwingen naar beneden te kruipen.
De paarse trompetbekerplant gebruikt andere organismen om zijn voedsel te verteren. In de plant leven allerlei verschillende soorten beestjes zoals muggenlarven, vliegjes, protozoën en bacteriën, vaak komen ze alleen in die unieke habitat voor. De grotere diertjes vangen de prooi die gevangen zit in de beker, de kleine organismen zoals de bacteriën krijgen de restjes. De voedingsstoffen die overblijven worden door de plant opgenomen.
De plant komt van nature voor in de Verenigde Staten en in Canada. In het verleden is hij in het wild uitgezet in andere landen zoals Zwitserland en het Verenigd Koninkrijk.

## Medicinaal gebruik
De Micmac-indianen gebruikten met succes preparaten van de plant om pokken te behandelen.

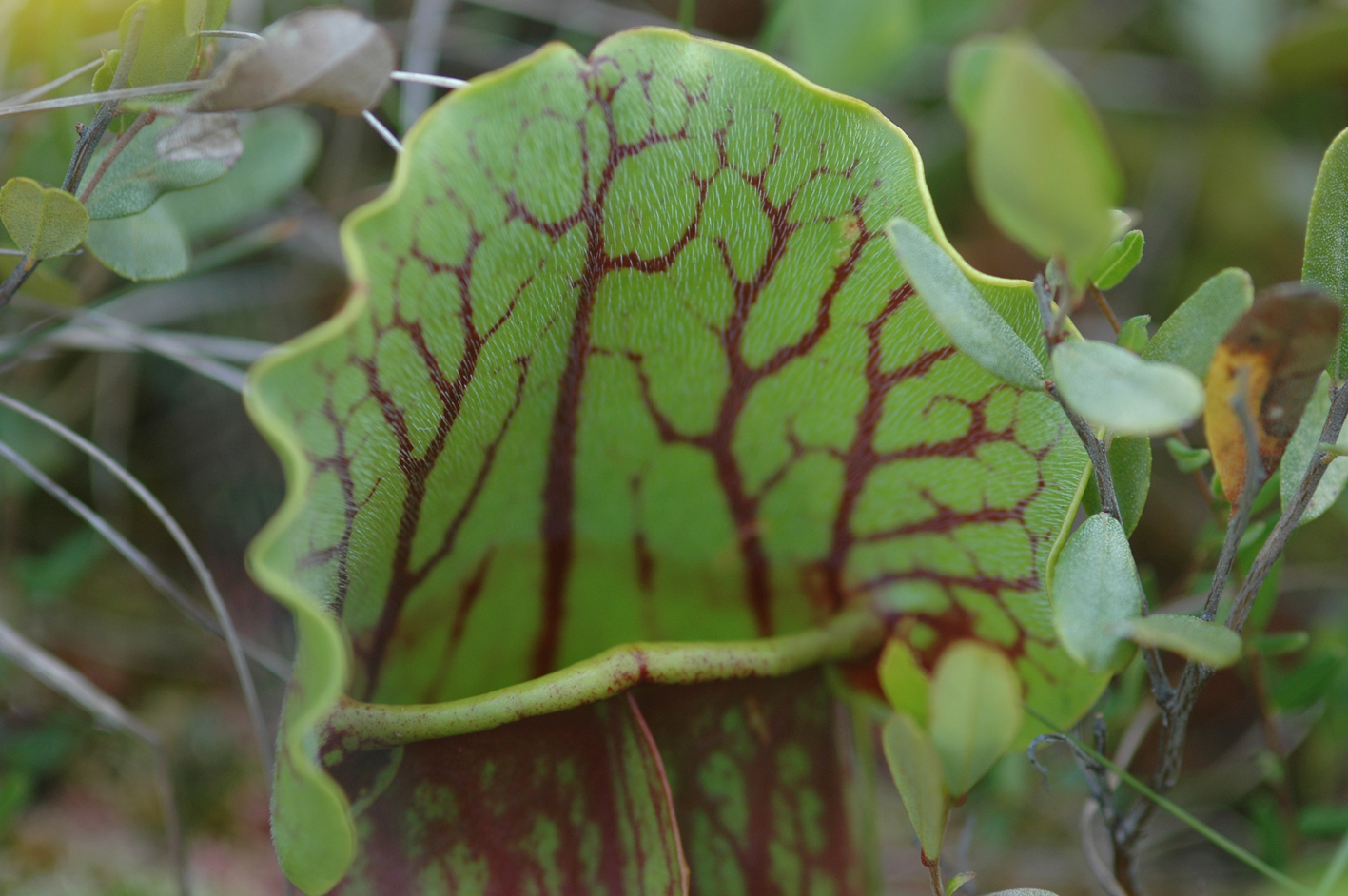
Rand van de beker
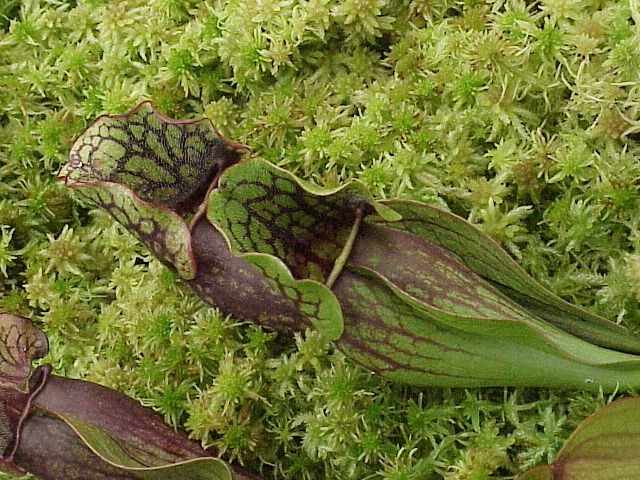
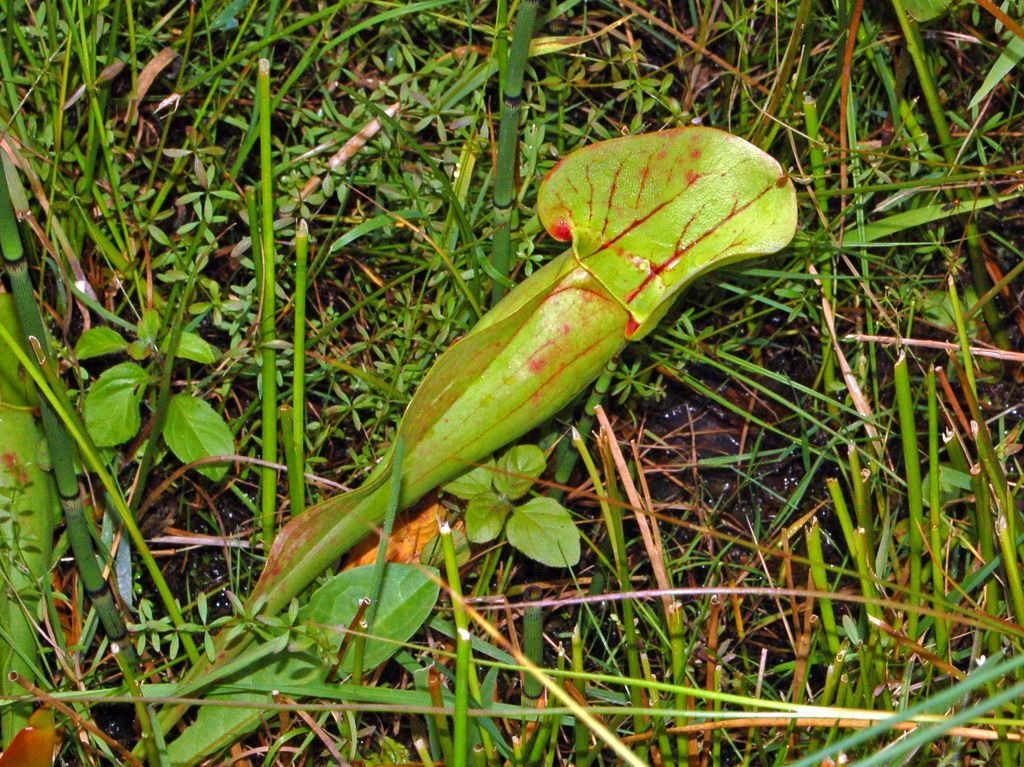